# Абибуллаев, Осман Абибулла оглы
Осман Абибулла оглы Абибуллаев (азерб. Osman Həbibulla oğlu Həbibullayev; 1913, Бахчисарай — 1970) — азербайджанский советский археолог, кандидат исторических наук, старший научный сотрудник Института истории Академии наук Азербайджанской ССР, исследователь памятников Нахичеванской культуры эпохи бронзы и раннего железа и др., внесший значительный вклад в исследование археологии Азербайджана и Кавказа.
В работах Абибуллаева получили дальнейшее развитие проблемы куро-аракской культуры, обогащённые новым археологическим материалом. Абибуллаев около десяти лет занимался исследованием памятника Кюльтепе I близ Нахичевани, где впервые в Закавказье под куро-аракским слоем были открыты более древние культурные напластования. Учёный посвятил специальную монографию данному памятнику, а также написал серию публикаций.

## Биография

### Ранние годы
Осман Абибулла оглы Абибуллаев родился 28 сентября 1913 года в городе Бахчисарай Таврической губернии в семье учителя. Родителей лишился рано и рос в детском доме, где и получил начальное образование.
В 1930 году окончил среднюю школу в Симферополе. Затем работал учителем, фрезеровщиком и др. Вскоре переехал в Нахичевань, где был назначен на должность технического секретаря обкома партии, а затем библиотекаря областного парткабинета. В 1938 году Абибуллаев окончил учительские курсы и был направлен учителем в село Баскал. Педагогическую деятельность Абибуллаева прервала война. Осман Абибуллаев участвовал в боях за Крым и на Северном Кавказе, трижды был тяжело ранен, контужен. За участие в  Великой Отечественной войне Осман Абибуллаев был награждён медалями «За оборону Кавказа» и «За победу над Германией».

### Начало работы в Институте истории
После демобилизации по инвалидности (конец 1943 года) Абибуллаев в 1944 году поступил на востоковедческий факультет Азербайджанского государственного университета, который успешно окончил в 1948 году.
В конце 1947 года Абибуллаев начал работать в Институте истории Академии наук Азербайджанской ССР. Работать начал лаборантом в отделе археологии, а затем стал младшим научным сотрудником. Принимал участие в работе ряда крупных археологических экспедиций Академии наук Азербайджанской ССР и Академии наук СССР. В частности, участвовал в Гобустанской, Мингечаурской, Мильской (на городище Оренкала) и других экспедициях. Позднее Абибуллаев возглавил отряд, а вскоре и экспедицию по исследованию древних памятников на территории Нахичеванской АССР. Так, под руководством А. А. Иессена он возглавлял отряд экспедиции по исследованию памятников энеолита и эпохи бронзы на территории Нахичеванской АССР и в Ходжалы (НКАО).

### Изучение памятников Нахичевани
В 1951 году Абибуллаев стал вести систематические раскопочные работы на многосолйном поселении Кюльтепе I близ города Нахичевань. В 1959 году Абибуллаев защитил кандидатскую диссертацию, в основу которой легли первые итоги его раскопочных работ на Кюльтепе I. В том же году была опубликована книга Османа Абибуллаева «Археологические раскопки в Кюльтепе», в которой были обобщены результаты его первых раскопок.

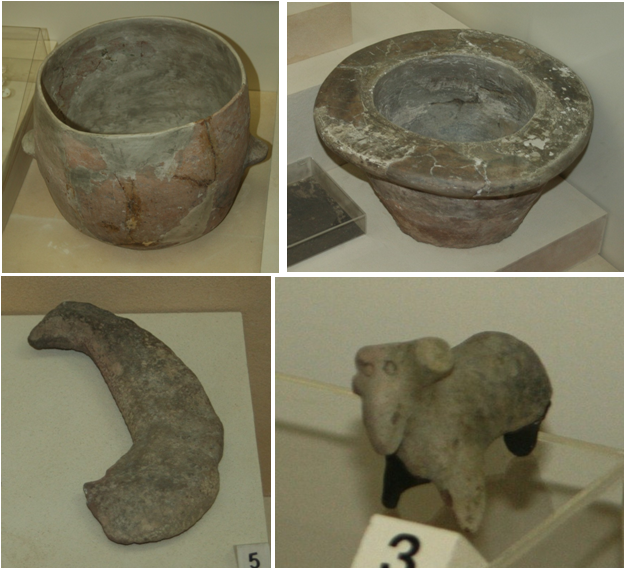
Выставленные в Музее истории Азербайджана находки из памятника Кюльтепе I, рисунки которых приведены в статье О. Абибуллаева «Некоторые итоги изучения холма Кюльтепе в Азербайджане» (Советская археология, 1963, № 3)

Раскопки, которые Абибуллаев вёл на холме Кюльтепе, зафиксировали последовательные напластования разновременных культурных слоёв. Археологом в числе прочего были также установлены культурные напластования эпохи энеолита в Кюльтепе. Это были первые данные по древнейшей оседло-земледельческой культуре Закавказья.
В середине 60-х годов Осман Абибуллаев приступил к написанию монографии «Энеолит и бронза на территории Нахичеванской АССР», опубликованной в 1982 году. Работа, которая по замыслу автора, должна была охватить энеолитический, раннебронзовый и среднебронзовый периоды археологии Нахичевани, была написана на основе археологических материалов, большинство которых, было добыто самим Абибуллаевым. Кроме местных материалов Абибуллаев исследовал и огромное количество сравнительного материала из других памятников Кавказа и смежных областей Востока. Данная работа Абибуллаева, как отмечает историк Гудрат Исмайлов, представляет собой ценный вклад в советскую археологию. Исмайлов отмечает, что ознакомление с данным трудом Абибуллаева убеждает в том, что «глубокое и основательное знание автором исследуемых вопросов позволило ему на высоком научном уровне» выполнить задачу освещения культурно-исторического развития Нахичеванского края на большом отрезке времени. Эта монография Абибуллаева была представлена к защите на соискание учёной степени доктора исторических наук.
В конце 60-х Осман Абибуллаев участвовал в работе Нахичеванской археологической экспедиции. В 1969 году близ могильника Кызыл-Ванк Абибуллаевым были открыты остатки древнего поселения, принадлежавшего к данному некрополю. В этот же период Абибуллаев принимал участие в раскопках многослойного памятника Кюльтепе II.
Помимо посвящённой Кюльтепе монографии, Абибуллаев за время своей работы в Институте опубликовал ряд статей на страницах периодических научных изданий центральных институтов Академии наук СССР и Академии наук Азербайджанской ССР, а также статьи в Большой советской энциклопедии и в многотомной истории СССР, был одним из авторов коллективного труда «Археология Азербайджана», где были обобщены его исследования энеолита, ранней и средней бронзы.
Осман Абибуллаев занимался и подготовкой молодых кадров, которыми были успешно защищены кандидатские диссертации на тему древней археологии Азербайджана. Абибуллаев выступал также на научных сессиях, проводимых Институтом археологии АН СССР и Институтами истории АН Азербайджанской, Армянской и Грузинской ССР.
Скончался Осман Абибуллаев 9 сентября 1970 года. По словам историка и археолога Гудрата Исмайлова, смерть Абибуллаева, «так много сделавшего для археологии Кавказа», стала тяжёлой утратой для археологии страны. Согласно археологам В. Алиеву и Н. В. Минкевич-Мустафаевой, Осман Абибуллаев внёс большой вклад в развитие археологической науки в Азербайджане.

## Некоторые работы
- Раскопки холма Кюль-тапа // Краткие сообщения ИИМК. — 1953. — Вып. 51. — С. 36—45.
- К изучению холма Кюльтепе // Труды Института истории и философии АН Азерб. ССР. — 1956. — Т. IX. — С. 5-25.
- Первые итоги раскопок Кюльтепе (Нахичеванск. АССР) // Труды Музея истории Азербайджана. — Баку, 1957. — Т. II.
- Археологические раскопки холма Кюльтепе. (Поселение конца неолита — начала железа). Автореф. канд. дисс. (АГУ им. С. М. Кирова). — Баку: Издательство Академии наук Азербайджанской ССР, 1959. — 17 с.
- Археологические раскопки в Кюльтепе (азерб.). — Баку: Издательство Академии наук Азербайджанской ССР, 1959. — 128 с.
- Раскопки холма Кюльтепе близ Нахичевани в 1955 г. // Материалы и исследования по археологии СССР. — 1959. — № 67.
- Поселение Кюль-Тепе // МИА. — 1959. — № 67.
- Энеолитическая культура Азербайджана (по материалам Кюльтепе) // МАД. — 1961. — № 2.
- Материалы Шахтахтинского погребения // Известия АН Азерб ССР. — 1961. — № 5. — С. 27-37.
- Некоторые итоги изучения холма Кюль-Тепе в Азербайджане // Советская археология. — 1963. — № 3. — С. 157-168.
- Погребальные памятники из поселения Кюль-Тепе в Азербайджане // Археологические исследования в Азербайджане. — Баку, 1965. — С. 24—44.
- К вопросу о древней металлургии Азербайджана (по материалам поселения Кюльтепе) // МИА СССР. — 1965. — № 125.
- Остатки жилищ во втором слое поселения Кюль-тепе около Нахичевана // МИА. — 1965. — № 125.
- Памятники эпохи бронзы Нахичеванской АССР // МВСПИАЭИ. — 1969. (совместно с В. Алиевым)
- Новые археологические находки из Нахичевани // Доклады АН АзССР. — 1969. — № 8. (совместно с В. Алиевым)  (азерб.)
- Об энеолитической расписной керамике Азербайджана // Материальная культура Азербайджана. — Баку, 1976. — Т. VIII. — С. 5—14. (совместно с В. Алиевым)  (азерб.)
- Энеолит и бронза на территории Нахичеванской АССР. — Баку: Элм, 1982.